# Hrolleifsdalur
Hrolleifsdalur är en dal i republiken Island.   Den ligger i regionen Norðurland vestra, i den nordvästra delen av landet, 240 km nordost om huvudstaden Reykjavík.